# Szarffenbergowie (rodzina)
Szarffenbergowie – rodzina z tradycjami drukarskimi, księgarskimi, drzeworytniczymi i papierniczymi, działająca w Krakowie, Wrocławiu, Nysie, Łużycach i Zgorzelcu.
Marek Szarffenberg (zm. 1545) – senior rodu działający współcześnie z Janem Hallerem. Długi czas zajmował się handlem księgarskim, finansował nakłady Unglera, Wietora. Dopiero w 1543, tuż przed śmiercią, uruchomił własną drukarnię. W 1524 ukazał się brewiarz Breviarium Cracoviense, wspólne dzieło Hallera, Szarffenberga i Wietora – był to wyraz współpracy krakowskich drukarzy. Marek rozszerzył zakres swojej działalności – prócz agend księgarskich i drukarni założył warsztat introligatorski. Nabył również dwie papiernie pod Krakowem. Swoich synów, Stanisława i Mikołaja, wykształcił na drukarzy, a że pracowali w oficynie ojca, drukarnia do 1565 nazywała się Oficyną Dziedziców Marka Szarffenberga. Najwybitniejszym ich dziełem jest tak zwana Biblia szarffenbergowska lub Biblia szarffenbergerowska (1561), inaczej Biblia Leopolity (nazwisko tłumacza i redaktora Jana Kasprowicza Nycza ze Lwowa). Synowie Marka, w 1554 nobilitowani przez cesarza rzymskiego Ferdynanda I, zmienili nazwisko Szarffenberg na Szarffenberger i zaczęli używać herbowego sygnetu drukarskiego. Po śmierci matki, Agnieszki, bracia rozdzielili się. Stanisław został w domu ojcowskim (przy ul. św. Anny), gdzie drukował i prowadził księgarnię do 1584.
Natomiast Mikołaj (zm. 1606) przeniósł się do własnego domu przy ul. Grodzkiej i tu urządził oficynę (1565), w której rozpoczął wydawać statuty, konstytucje sejmowe, przywileje i inne druki urzędowe. Drukował również literaturę historyczną. Król Zygmunt II August obdarzył go przywilejem na wyłączne prawo drukowania statutów Królestwa oraz mianował typografem swojej kancelarii. Natomiast Stefan Batory udzielił mu przywileju na drukowanie i sprzedaż statutów i kronik mianując go drukarzem nadwornym i nadając status serwitora królewskiego. Mikołaj urządził drugą drukarnię wędrowną, która przenosiła się z miejsca na miejsce podążając za królem i jego kancelarią. Po śmierci Mikołaja jego najstarszy syn, Jan, nieskutecznie próbował utrzymać drukarnię ojcowską. Wkrótce zastawił ją za długi i w 1616 sprzedał ją Franciszkowi Cezaremu.
Maciej Szarffenberg, krewny Marka, uruchomił własny warsztat około 1526. Do 1531 pozostawał w spółce z Markiem i drukował wszystkie jego nakłady. Dzięki protekcji królowej Bony Maciej otrzymał przywilej dający mu prawo drukowania kalendarzy krakowskich, co było przedsięwzięciem opłacalnym.
Po śmierci Macieja (w 1547) warsztat prowadziła żona, Helena, a gdy syn Hieronim osiągnął pełnoletniość, przejął zarząd drukarni, która w latach 1548–1556 nazywała się jego imieniem, mimo że w 1555 Hieronim zmarł na zarazę panującą wtedy w Krakowie. Firmę przejęła żona.
Kryspin Szarffenberg wywodzący się ze śląskiej linii rodziny, osiadł w 1545 w Zgorzelcu i tam samodzielnie prowadził księgarnię, wkrótce przeniósł się do Wrocławia, gdzie w 1551 uzyskał prawo miejskie jako drukarz i drzeworytnik. Odkupił drukarnię od Andrzeja Winklera. Po śmierci Kryspina (w 1576) drukarnię objął syn Jan i prowadził ją do 1586. Firma trwała do 1590, kiedy to wdowa po nim, Magdalena, wniosła ją w posagu, poślubiając Jerzego Baumanna. W jego rodzinie firma przetrwała do 1748.
Drzeworytnictwem zajmował się także Wendel Szarffenberg.
Rodzina Szarffenbergów intensywnie działała przez całe stulecie w różnych gałęziach wytwórczości i kolportażu książki, a niektóre warsztaty istniały jeszcze dwa stulecia w rękach innych właścicieli.